# Sobór Przemienienia Pańskiego w Tallinnie
Sobór Przemienienia Pańskiego – prawosławny sobór parafialny w Tallinnie, na Starym Mieście, w jurysdykcji Estońskiego Apostolskiego Kościoła Prawosławnego. Miejsce pochówku i główny ośrodek kultu nowomęczennika biskupa Platona (Kulbuscha). 

## Historia
Budynek sakralny powstał jako kościół klasztorny św. Michała Archanioła przy wspólnocie cysterek. Został zbudowany w XIII w. W 1732 został przebudowany na prawosławną cerkiew Przemienienia Pańskiego. Była to najważniejsza świątynia tego wyznania w Tallinnie do 1900, gdy ukończono i konsekrowano sobór św. Aleksandra Newskiego. Po tej dacie sobór Przemienienia Pańskiego został przekazany parafii zrzeszającej prawosławnych Estończyków, z estońskim językiem liturgicznym.
Na wyposażeniu soboru znajduje się wykonany w 1720 ikonostas w stylu barokowym, jeden z najstarszych ikonostasów w Estonii, oraz najstarszy w kraju cerkiewny dzwon. Ikonostas ten jest dziełem Iwana Zarudnego. Na terytorium świątyni znajduje się popiersie świętego biskupa i męczennika Platona, który jest też w soborze pochowany.